# 노정연
노정연(魯禎姸, 1967년 3월 16일 ~ )은 대한민국의 제53대 대구고등검찰청 검사장이다.

## 생애
본관은 함평이며, 본적도 전라남도 함평군 학교면 복천리 출신이다. 1967년 아버지 노승행(魯勝行)과 어머니 파평 윤씨 윤현희(尹賢姬, 1939년생) 사이의 2남 2녀 중 장녀로 태어났다. 아버지 노승행은 사법시험 1회에 합격하여 1993년 광주지검장에 이르렀다. 동생인 노혁준(魯赫俊)과 동시에 1993년 사법시험을 합격하여 연수원 25기 동기이다.
2005년 서울북부지검 검사 시절 SBS 예능 프로그램 《솔로몬의 선택》에 1년 이상 고정 출연했다. 2020년 8월부터 2021년 6월까지 서울서부지방검찰청 검사장을 맡았을 때 서울서부지방검찰청은 더불어민주당 윤미향 의원을 횡령·배임·사기 등 8개 혐의로 기소했다.
2022년 6월 윤석열 정부에서 여성 최초로 고검장으로 승진했다.

## 학력
- 중앙여자고등학교
- 이화여자대학교 법학 학사

## 경력
- 1993 제35회 사법시험 합격
- 1996 제25기 사법연수원 수료
- 1997 수원지방검찰청 성남지청 검사
- 1998 서울지방검찰청 동부지청 검사
- 2000 청주지방검찰청 충주지청 검사
- 2001 서울지방검찰청 북부지청 검사
- 2006 수원지방검찰청 검사
- 2009 법무부 여성아동과 과장
- 2010 수원지방검찰청 공판송무부 부장검사
- 2011.9 법무부 인권구조과 과장
- 2013.4~2014.1 서울중앙지방검찰청 공판2부 부장검사
- 2014.1~2015.2 제47대 대전지방검찰청 공주지청 지청장
- 2015.2~2016.1 서울서부지방검찰청 형사2부 부장검사
- 2016.1~2017.8 의정부지방검찰청 고양지청 차장검사
- 2017.8~2018.7 제50대 대전지방검찰청 천안지청 지청장
- 2018.7~2019.7 서울서부지방검찰청 차장검사
- 2019.7~2020.1 대검찰청 공판송무부장
- 2020.1~2020.8 제67대 전주지방검찰청 검사장
- 2020.8~2021.6 제21대 서울서부지방검찰청 검사장
- 2021.6~2022.6 제40대 창원지방검찰청 검사장
- 2022.6~2023.9 제35대 부산고등검찰청 검사장
- 2023.9~2024.5 제53대 대구고등검찰청 검사장
- 노정연법률사무소 변호사
- 2025.3~ 카카오게임즈 사외이사